# Hamilton Crescent
Le Hamilton Crescent est un stade de cricket, situé dans le quartier de Partick, à Glasgow, en Écosse. L'équipe du West of Scotland Cricket Club (en) y joue ses matches à domicile.

## Histoire
Ce stade est célèbre dans le milieu du football pour avoir accueilli le premier match international de football, entre l'Écosse et l'Angleterre, le 30 novembre 1872. Ce match, joué devant 4 000 spectateurs, s'est conclu sur un score de 0-0.
D'autres matches internationaux s'y déroulent encore entre 1874 et 1876, avant de s'établir à Hampden Park. La finale de la Coupe d'Écosse de football 1877 s'y est aussi jouée.
Au cours de son histoire, il accueille plusieurs rencontres internationales impliquant l'équipe d'Écosse.
La fédération écossaise de rugby à XV n'étant créée qu'en 1871, la même année que l'organisation du tout premier match de rugby de l'histoire au Raeburn Place, à Édimbourg, elle ne dispose pas encore de terrain propre et doit organiser ses matchs à domicile dans des stades de cricket : au Raeburn Place ainsi qu'au Hamilton Crescent, qu'elle utilise jusqu'en 1895, notamment le 10 janvier 1885 à l'occasion du tournoi britannique de rugby à XV entre l'Écosse et le pays de Galles.

## Rencontres internationales

### Rugby à XV
| Date            | Compétition         | Équipe 1 | Équipe 2       | Score | Affluence | Source |
| --------------- | ------------------- | -------- | -------------- | ----- | --------- | ------ |
| 3 mars 1873     | Test match          | Écosse   | Angleterre     | 0 – 0 |           |        |
| 14 février 1880 | Test match          | Écosse   | Irlande        | 3 – 0 |           |        |
| 18 février 1882 | Test match          | Écosse   | Irlande        | 0 – 0 |           |        |
| 10 janvier 1885 | Tournoi britannique | Écosse   | Pays de Galles | 0 – 0 |           |        |